# Владимир Абаджиев (учител)
Владимир Михайлов Абаджиев е български учител, адвокат, комунист.

## Биография
Роден е на 19 януари 1885 година в Кюстендил. В 1898 година започва да учи в Педагогическото училище в родния си град, което завършва в 1902 година. Член е на Тайния ученически македоно-одрински кръжок „Освобождение“, помощна организация на ВМОРО.
В 1903 година става член на Българската работническа социалдемократическа партия (тесни социалисти). Учителства в различни села в Радомирско и Кюстендилско от 1906 до 1919 година. Участва в оркестрите на читалищното нямо кино. Създава и ръководи комунистически смесен хор. В 1925 година е уволнен по член 70 от Закона за народната просвета. Създава Детско-юношеска музикална китка (1920 – 1928).
Носител е на орден „Кирил и Методий“ II степен (1958).
Умира на 28 август 1961 година.